# Votuporanga (gemeente)
Votuporanga is een gemeente in de Braziliaanse deelstaat São Paulo. De gemeente telt 85.279 inwoners (schatting 2009).

## Aangrenzende gemeenten
De gemeente grenst aan Álvares Florence, Cosmorama, Floreal, Magda, Nhandeara, Parisi, Sebastianópolis do Sul en Valentim Gentil.